# Antonio de Escobar y Gutiérrez
Antonio de Escobar y Gutiérrez fue Gobernador de la Provincia del Paraguay entre 1702 a 1705.
| Predecesor: Juan Rodríguez Cota | Gobernador del Paraguay 1702 - 1705 | Sucesor: José Ávalos de Mendoza |

- Datos: Q5700183